# HD 10939
HD 10939 (q² Eridanus) é uma estrela na direção da Eridanus. Possui uma ascensão reta de 01h 46m 06.14s e uma declinação de −53° 31′ 19.9″. Sua magnitude aparente é igual a 5.04. Considerando sua distância de 186 anos-luz em relação à Terra, sua magnitude absoluta é igual a 1.26. Pertence à classe espectral A1V.